# Меттьюс (Міссурі)
Меттьюс (англ. Matthews) — місто (англ. city) в США, в окрузі Нью-Мадрид штату Міссурі. Населення — 534 особи (2020).

## Географія
Меттьюс розташований за координатами 36°45′24″ пн. ш. 89°34′3″ зх. д. / 36.75667° пн. ш. 89.56750° зх. д. (36.756800, -89.567477).  За даними Бюро перепису населення США в 2010 році місто мало площу 5,07 км², з яких 5,07 км² — суходіл та 0,00 км² — водойми.

## Демографія
Згідно з переписом 2010 року, у місті мешкало 628 осіб у 247 домогосподарствах у складі 158 родин. Густота населення становила 124 особи/км².  Було 267 помешкань (53/км²).
Расовий склад населення:
| - 97,1 % — білих - 1,9 % — чорних або афроамериканців - 0,5 % — корінних американців |

До двох чи більше рас належало 0,3 %. Частка іспаномовних становила 0,3 % від усіх жителів.
За віковим діапазоном населення розподілялося таким чином: 16,7 % — особи молодші 18 років, 62,3 % — особи у віці 18—64 років, 21,0 % — особи у віці 65 років та старші. Медіана віку мешканця становила 48,8 року. На 100 осіб жіночої статі у місті припадало 85,3 чоловіків;  на 100 жінок у віці від 18 років та старших — 88,1 чоловіків також старших 18 років.
Середній дохід на одне домашнє господарство  становив 36 368 доларів США (медіана — 30 132), а середній дохід на одну сім'ю — 44 230 доларів (медіана — 36 875). За межею бідності перебувало 24,9 % осіб, у тому числі 30,4 % дітей у віці до 18 років та 14,8 % осіб у віці 65 років та старших.
Цивільне працевлаштоване населення становило 230 осіб. Основні галузі зайнятості: роздрібна торгівля — 20,0 %, освіта, охорона здоров'я та соціальна допомога — 17,4 %, транспорт — 14,3 %.